# علی الرشید
علی الرشید (انگلیسی: Ali Al-Rasheed؛ زادهٔ ۱۶ آوریل ۱۹۹۳) یک بازیکن فوتبال است.